# Coscinia romeii
Coscinia romeii is een vlinder uit de familie van de spinneruilen (Erebidae), onderfamilie beervlinders (Arctiinae). De wetenschappelijke naam van de 
soort is voor het eerst geldig gepubliceerd in 1924 door Sagarra.
Deze nachtvlinder komt voor in Europa.